# Liste des chaînes de télévision en Turquie
Pour les autres articles nationaux ou selon les autres juridictions, voir Liste des chaînes de télévision par pays.
Cet article présente une liste non exhaustive de chaînes de télévision en Turquie. La télévision y fut introduite en 1952 avec la création d'İTÜ TV (en).

## Chaînes de télévision nationales
- Groupe TRT
  - TRT 1
  - TRT 2
  - TRT Spor
  - TBMM TV
  - TRT Müzik
  - TRT Çocuk
  - TRT Haber
  - TRT Belgesel
  - TRT Avaz
  - TRT Türk
  - TRT Kurdî
  - TRT Arabi
  - TRT World
  - TRT 4K
  - TRT Français
  - TRT Deutsch
  - TRT Balkan
  - TRT Africa
  - TRT Russian
- Groupe Demirören
  - Kanal D
    - Euro D

  - CNN Türk
  - teve2
  - Dream TV
    - Dream Türk

  - Cartoon Network
- Groupe Doğuş
  - Star TV
  - NTV
  - Kral TV
- Groupe Ciner (en)
  - Show TV
    - Show Max

  - Habertürk TV
  - Bloomberg HT
- Groupe Acun (en)
  - TV8
    - TV8,5
- Groupe Turkuvaz (en)
  - atv
    - atv Avrupa

  - a Haber
  - a Spor
  - a Para
  - a News
- Groupe Yeni Dünya (tr)
  - Kanal 7
    - Kanal 7 Avrupa

  - Ülke TV
  - TVT
- Groupe TürkMedya (tr)
  - 360 TV
  - 24 TV
  - TV 4
- Groupe İhlas (en)
  - TGRT EU
  - TGRT Haber
  - TGRT Belgesel
- Groupe The Walt Disney Company
  - Now TV
  - Disney Channel